# جبار قوچان‌نژاد
جبار قوچان‌نژاد (زاده ۱۳۳۹) بازیکن پیشین و مربی والیبال اهل ایران است.
قوچان‌نژاد به عنوان سرمربی سابقه هدایت تیم‌های میزان خراسان، ثامن الحجج، شهرداری زاهدان، پیام خراسان و کارت اعتباری ایرانیان گنبد را در کارنامه خود دارد.
میزان خراسان در سومین فصل خود تحت هدایت وی با ۴۳ امتیاز بعد از تیم‌های باریج اسانس کاشان و متین ورامین در رده سوم جدول رده‌بندی لیگ برتر والیبال ایران ۱۳۹۲ جای گرفت.
قوچان‌نژاد در حال حاضر معاون ورزشی مدیرکل اداره ورزش و جوانان خراسان رضوی است.